# 狼舌头遗址
狼舌头遗址，位于中国青海省兴海县曲什安乡西滩村，为第四批青海省文物保护单位，公布日期为1986年5月27日，类型为古遗址。
狼舌头遗址的历史年代为马家窑类型、卡约文化。